# Lembitu
Lembitu (en estonià: Lembit, mort 21 de setembre de 1217) va ser un cabdill pagà de Sackàlia, a l'antiga Estònia, i cap militar en la lluita contra les envestides de conquesta dels Germans Livonians de l'Espasa a començaments del segle xiii. És del pocs governants anteriors a les croades bàltiques de qui es disposa d'una certa informació, ja que se l'esmenta expressament a la crònica d'Enric de Livònia.
Lembitu, conegut també en llatí com: Lambite, Lembito o Lembitus, apareix a les cròniques des de 1211. Lembitu va anihilar una tropa de missioners cristians a Sackàlia i les seves incursions bèl·liques van arribar fins a Pskov, aleshores una ciutat de la república de Nóvgorod. El 1215, els croats alemanys van conquerir la fortalesa de Lehola -a la vora de la ciutat de Suure-Jaani- i va ser capturat. Lembitu no va ser alliberat fins al 1217.
Lembitu va intentar unir les tribus dels estonians per combatre les envestides de conquesta dels croats, arribant a crear un exèrcit de 6.000 estonians procedents de diferents comtats, però va morir en un enfrontament armat durant la batalla del dia de Sant Mateu, el 21 de setembre de 1217.